# Avi Granot
Avi Granot (* 1950 in Tel Aviv) ist ein israelischer Diplomat.

## Leben
Granot wurde 1950 als Sohn aus Polen stammender Juden, die durch Oskar Schindler gerettet worden waren, in Tel Aviv geboren. Nach Beendigung seines Militärdienstes in den israelischen Streitkräften studierte Granot in Italien und in den Vereinigten Staaten und erhielt Abschlüsse in den Fächern Biologie und Jüdische Studien.
1978 gründete er in New York das Institute of Students and Faculty on Israel und war dessen erster Direktor. Das Hauptziel des Instituts bestand darin, den Staat Israel betreffende Themen in der akademischen Gemeinschaft durch Seminare und Austausch von Lehrkräften.
Nachdem Granot 1981 nach Israel zurückgekehrt war, wurde er im diplomatischen Dienst des israelischen Außenministeriums tätig. Als Diplomat war er zwischen 1982 und 1983 an israelisch-libanesischen Verhandlungen beteiligt. Danach wurde er an verschiedenen israelischen Auslandsvertretungen aktiv, so war er von 1983 bis 1985 Zweiter Sekretär an der israelischen Botschaft in Ottawa, von 1985 bis 1988 Erster Sekretär und Pressesprecher an der israelischen Botschaft in Rom, von 1990 bis 1992 Botschaftsrat für politische Angelegenheiten an der israelischen Botschaft in Pretoria und von 1992 bis 1995 Botschaftsrat für interreligiöse Angelegenheiten an der israelischen Botschaft in Washington, D.C. In den Jahren 1988 bis 1990 hatte er das Krisenzentrum des israelischen Außenministeriums geleitet.
Von 1995 bis 1998 war er der israelische Botschafter in Äthiopien und fungierte später als politischer Berater von Mosche Katzav, während dessen siebenjähriger Amtszeit als Präsident. Von 2007 bis 2011 war Granot israelische Botschafter in Finnland mit gleichzeitiger Akkreditierung als nicht-residierender Botschafter in Estland. Anschließend leitete er als Stellvertretender Generaldirektor im israelischen Außenministerium die Afrika-Abteilung.